# 프란시스코 비야로야
프란시스코 하비에르 페레스 비야로야(스페인어: Francisco Javier Pérez Villarroya, 1966년 8월 6일, 아라곤 지방 사라고사 ~)는 스페인의 전 축구 선수로, 주로 좌측 미드필더로 활약하였다.

## 클럽 경력
사라고사 출신인 비야로야는 고향 사라고사에서 프로 무대 신고식을 치렀는데, 1984-85 시즌에 0-4로 패한 바르셀로나와의 라 리가 경기에서 딱 한 번 라 리가 경기에 출전하였지만, 3년 가까이 2군에서만 활약하였다.
1990년 여름, 1988-89 시즌에 5위를 차지해 UEFA컵에 진출하도록 돕고, 단 두 경기만을 빠지면서, 아라곤 연고 구단이 2년 연속 10위 안에 안착하도록 도운 후, 레알 마드리드로 이적하게 되었고, 4년 동안 마드리드에서 주로 좌측 수비를 맡았으며, 브라질의 호베르투 카를루스가 오기 전까지 미켈 라사와 함께 수도 연고 구단의 주전 경쟁을 하였다.
머랭 군단 소속으로 막판 2년 동안 베니토 플로로 감독의 지휘 하에 13번의 리그 경기 출전에 그친 후, 비야로야는 데포르티보로 이적하여 비교적 더 많은 기회를 받아 코파 델 레이 1번, 수페르코파 데 에스파냐를 1번 우승하여 경력에 우승 2회를 추가하였다. 그는 이후에 또다른 1부 리그 구단인 스포르팅 히혼으로 이적했지만, 2년차에 강등의 아픔을 겪었다.
거의 33세가 된 비야로야는 세군다 디비시온의 바다호스에서 1년을 보낸 후 현역 무대에서 은퇴하였는데, 그는 14년에 걸쳐 1부 리그에서 276 경기 출전, 9골을 기록하였다.

## 국가대표팀 경력
비야로야는 2년가량 되는 기간 동안 스페인 국가대표팀 경기에 14번 출전하였고, 이탈리아에서 열린 1990년 FIFA 월드컵에 스페인 선수단의 일원에 이름을 올려 전 경기 출전하여 주로 수비를 맡았지만, 스페인은 16강에서 멈췄다.
그의 첫 국가대표팀 경기는 1989년 9월 20일, 1-0으로 이긴 폴란드와의 친선경기로, 당시 사라고사에서 활약하던 그는 아 코루냐에서 열린 이 경기에서 90분을 뛰었다.

## 사생활
비야로야의 조카 앙헬 라피타도 축구선수로서 미드필더로 활약하였다. 그는 현역 시절 대부분을 사라고사와 데포르티보에서 보냈다.

## 수상
사라고사
- 코파 델 레이: 1985–86

레알 마드리드
- 코파 델 레이: 1992–93
- 수페르코파 데 에스파냐: 1990

데포르티보
- 코파 델 레이: 1994–95
- 수페르코파 데 에스파냐: 1995